# تحليل البيئة الخارجية والمحيطة
تحليل البيئة الخارجية والمحيطة  (بالإنجليزية: PEST Analysis)‏ هو تحليل خارجي يستخدمه الاستشاريون والمديرون في جمع أولي وثانوي لفحص البيئة المحيطة من خلال خبرة خبراء متنوعي الخبرة ومن خلفيات متعددة. وينطبق هذا التحليل على جميع الأعمال سواء كانت خاصة أو عامة ومدى تأثير البيئة على هذه الأعمال.

## العوامل الأساسية
ينقسم تحليل البيئة الخارجية إلى أربع عوامل أساسية:
- الحالة السياسية: ليست فقط الحالية ففي معظم الأحوال يتم البحث عن التاريخ السياسي والمستقبلي
- الحالة الاقتصادية: ويمكن أيضاً هنا النظر للتاريخ الاقتصادي والتوقعات المستقبلية إلى جانب الوضع الحالي
- الحالة الاجتماعية: وهي كل ما يختص بالثقافة والصحة وأسلوب الحياة
- الحالة التكنولوجية: وهي باختصار الوضع الحالي والمستقبلي ومدى تأثيره على وضع المؤسسات

و مع استخدام التحليل الرباعي فهذا التحليل يمكن دمجه في الجزء الثاني الخارجي وهو الفرص والتهديدات